# Andrena zharkolia
Andrena zharkolia är en biart som beskrevs av Osytshnjuk 1994. Andrena zharkolia ingår i släktet sandbin, och familjen grävbin. Inga underarter finns listade i Catalogue of Life.